# اس-بان درسدن
اس-بان درسدن  (انگلیسی: Dresden S-Bahn) شبکه راه‌آهن حومه شهر درسدن، آلمان است.
این راه‌آهن که در سال ۱۹۷۴ تاسیس شده دارای ۳ خط، ۴۸ ایستگاه و ۱۲۸ کیلومتر طول است.

## نگارخانه

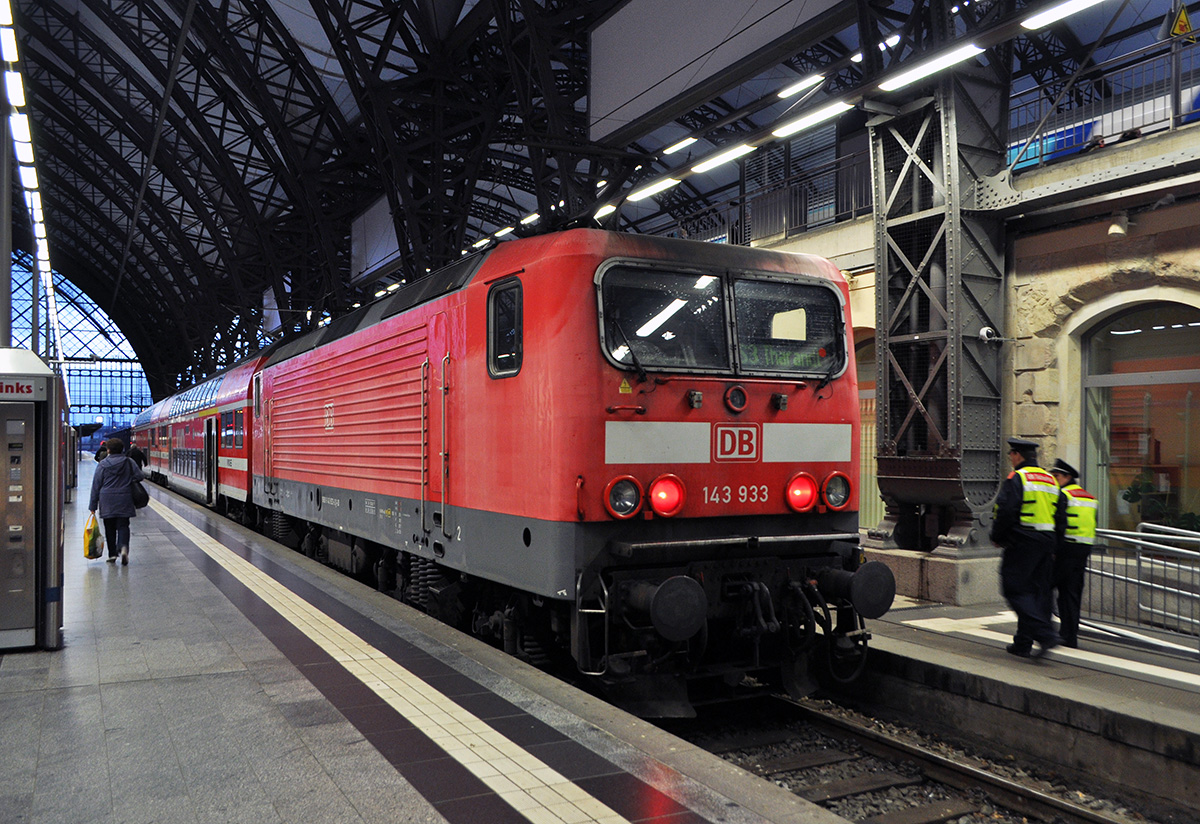
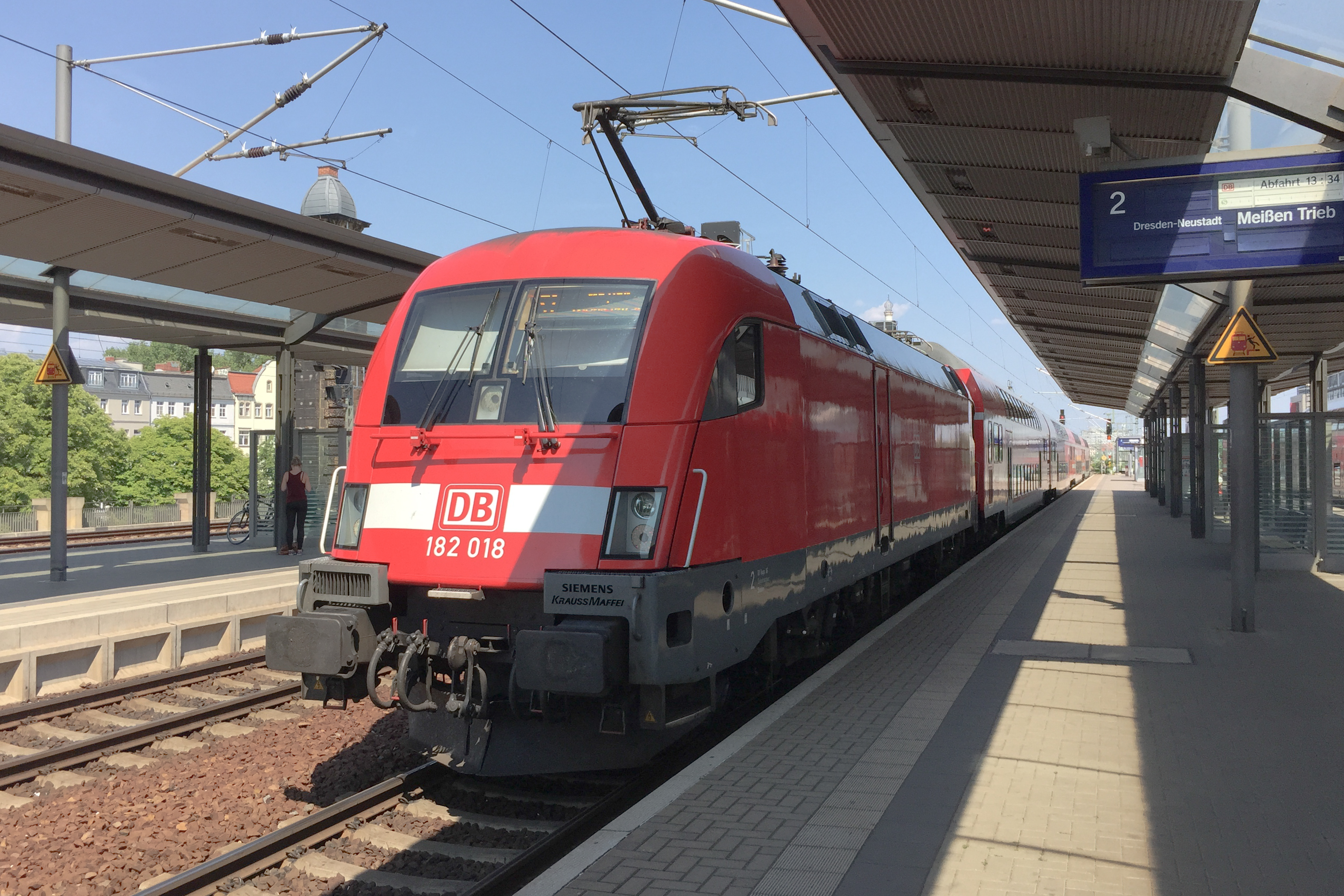
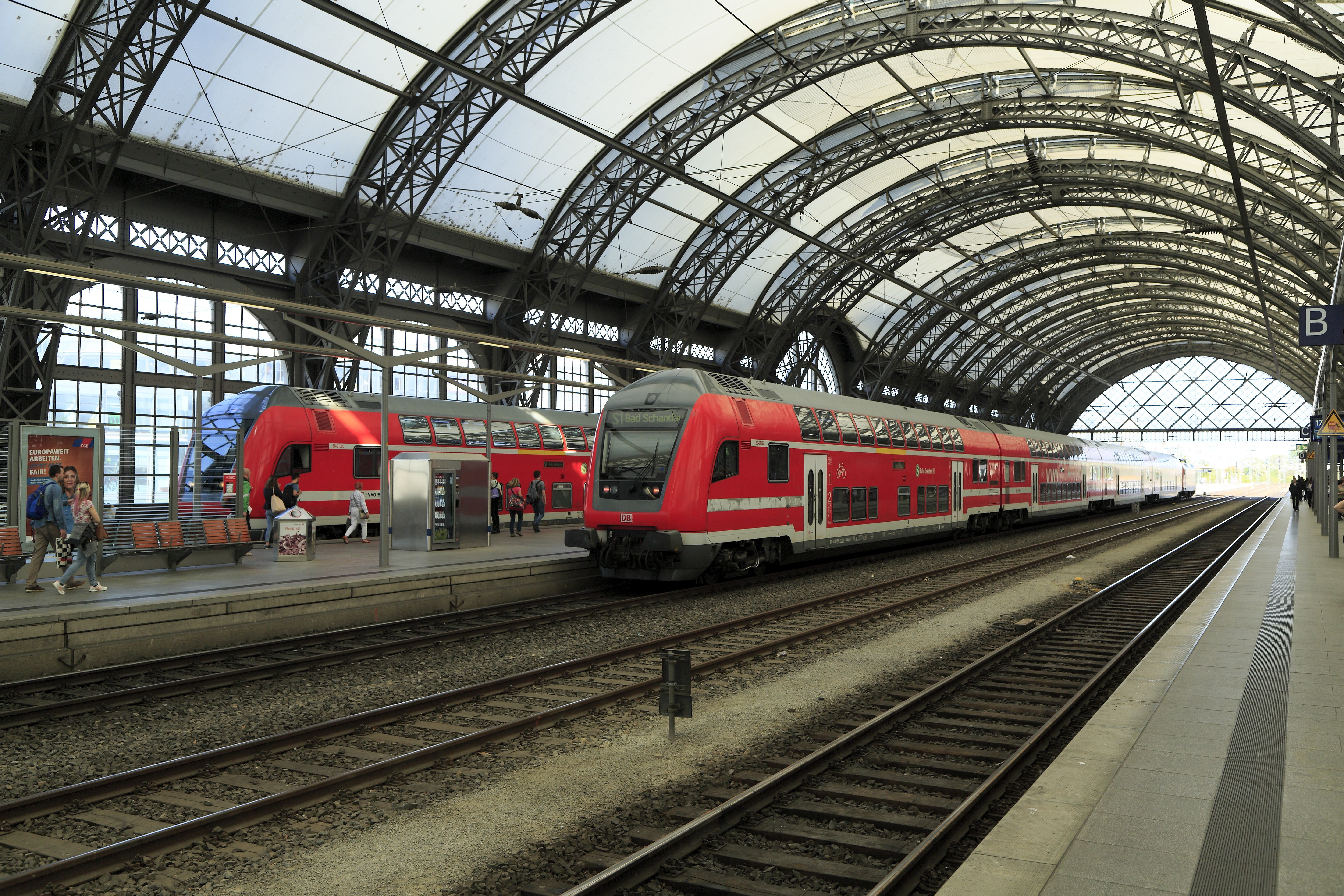
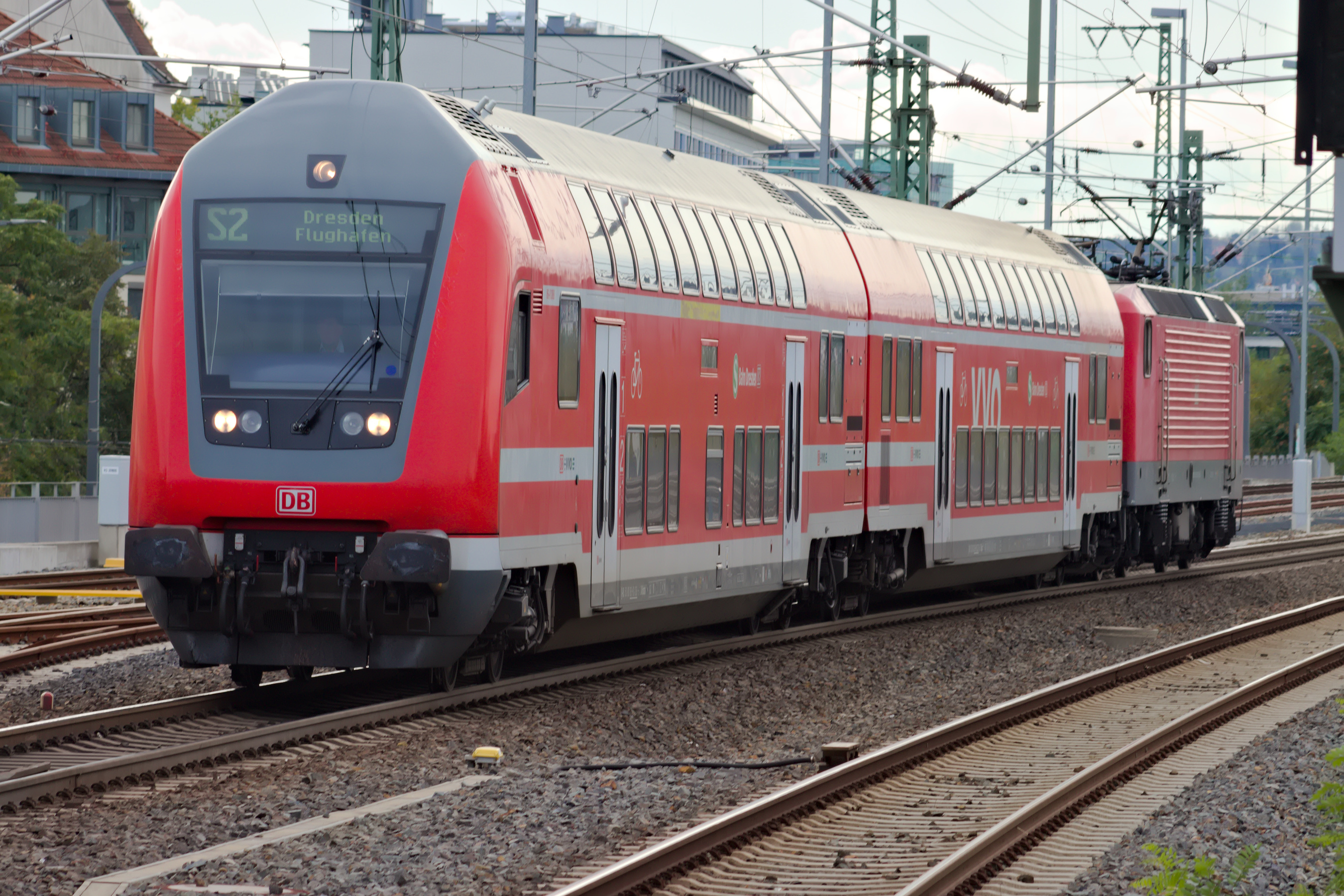